# Miguel Asurmendi

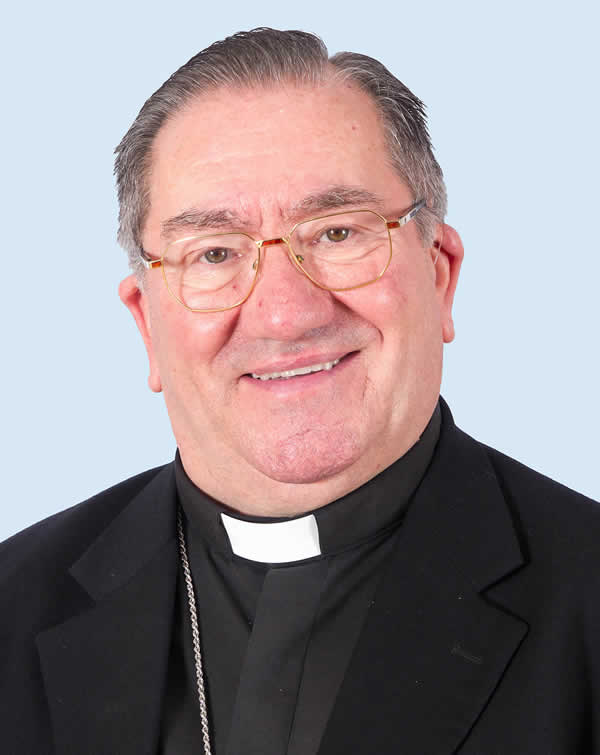
Miguel José Asurmendi (2016).

Miguel José Asurmendi Aramendia SDB (* 6. März 1940 in Pamplona; † 9. August 2016 ebenda) war ein spanischer Ordensgeistlicher und römisch-katholischer Bischof von Vitoria.
Miguel Asurmendi trat am 16. August 1957 der Ordensgemeinschaft der Salesianer Don Boscos bei und legte am 23. Juli 1963 die Profess ab. Er studierte Philosophie und Theologie an der Päpstlichen Salesianer-Universität in Rom (1969) und der Universidad Civil de Valencia (1973) und empfing am 5. März 1967 die Priesterweihe.
Am 27. Juli 1990 ernannte ihn Papst Johannes Paul II. zum Bischof von Tarazona. Der Apostolische Nuntius in Spanien, Erzbischof Mario Tagliaferri, spendete ihm am 30. September desselben Jahres die Bischofsweihe. Mitkonsekratoren waren Kurienkardinal Antonio María Javierre Ortas SDB und der Erzbischof von Saragossa, Elías Yanes Álvarez.
Am 8. September 1995 wurde er zum Bischof von Vitoria ernannt. Papst Franziskus nahm am 8. Januar 2016 seinen altersbedingten Rücktritt an.
In der spanischen Bischofskonferenz war er Mitglied der bischöflichen Kommission (1990–1996; seit 2008), der Kommission für Bildung und Katechese (1992–1993; 1999–2008), der Kommission für den Klerus (1993–1999) und für das Laienapostolat (1996–1999).